# Akarachai Khaoprasert
Akarachai Khaoprasert (thailändisch อัครชัย ขาวประเสริฐ; * 18. März 2001), auch als Af bekannt, ist ein thailändischer Fußballspieler.

## Karriere
Akarachai Khaoprasert erlernte das Fußballspielen in den Jugendmannschaften der Erstligisten Chonburi FC und Police Tero FC. Von dem Juniorenteam wurde er die Saison 2020/21 an den Drittligisten Inter Bangkok FC ausgeliehen. Mit dem Verein aus der Hauptstadt Bangkok spielte er in der Bangkok Metropolitan Region der Liga. Nach der Ausleihe kehrte er im Juli 2021 zu Police Tero zurück. Nach der Rückkehr unterschrieb er im Juli 2021 einen Vertrag beim Erstligisten. In den folgenden zwei Spielzeiten kam er bei dem Erstligiste nicht zum Einsatz. Im Juli 2023 wechselte er in die zweite Liga. Hier schoss er sich in Pattaya dem Pattaya United FC. Sein Zweitligadebüt gab Khaoprasert am 31. August 2024 (4. Spieltag) im Heimspiel gegen den Aufsteiger Mahasarakham SBT FC. Bei dem 1:1-Unentschieden stand er in der Startelf und spielte die kompletten 90 Minuten. Am Ende der Saison 2024/25 belegte er mit Pattaya den 16. Tabellenplatz und musste somit in die dritte Liga absteigen.